# Andy C
Andrew Clarke, plus connu sous le nom de Andy C, est un DJ, compositeur et producteur anglais de drum and bass. 
Il est le cofondateur de RAM Records, un label de drum and bass disposant d'une grande notoriété dans le milieu. Utilisant trois platines vinyles analogiques lors de ses performances, il est considéré comme un spécialiste du « fast mixing », une forme de DJing où les drops des morceaux sont enchainés rapidement sans passer par de longues transitions. Andy est aussi connu pour ses « double-drops », le fait de coupler deux drops en même temps. C’est une figure importante de la drum and bass depuis sa création dans les années 1990. Considéré comme un pionnier du genre, il a également beaucoup participé à l'évolution de ce style avec les nombreux titres qu’il a produit sur son label.
Il a formé un duo avec Ant Miles, l’autre cofondateur de RAM Record, appelé Origin Unknown, où ils ont sorti le titre Valley Of The Shadow, un classique du genre. Le duo s’est ensuite transformé en trio avec la venue du producteur Shimon pour former le groupe RAM Trilogy.

## Discographie

### EP's & singles
- 1992 : Sour Smash EP
- 1992 : Slip N’ Slide/Bass Constructor
- 1993 : Bass Logic EP
- 1994 : Sound Control/Feel It
- 1995 : Roll On/Cool Down
- 2001 : Get Ready/Waterhouse
- 2011 : Finders Keepers
- 2013 : Haunting/Workout
- 2014 : Heartbeat Loud (feat Fiora)
- 2016 : New Era
- 2017 : What Bass
- 2019 : Till Dawn

### Remixes
- 2012 : Major Lazer - Get Free
- 2012 : DJ Fresh - The Power
- 2012 : Eric Prydz - Everyday
- 2012 :  Plan B : Deepest Shame
- 2013 : Rudimental - Right Here
- 2013 : Chase & Status - Count On Me
- 2013 : Mat Zo & Porter Robinson - Easy
- 2014 : Heartbeat Loud VIP
- 2014 : London Grammar - Sights
- 2015 : DJ S.K.T - Take Me Away
- 2016 : New Era VIP
- 2016 : Sigala - Give Me Your Love
- 2017 : Pegboard Nerds - Speed Of Light
- 2019 : Netsky - I Don't Even Know You Anymore
- 2019 : Tom Walker - Not Giving In

## Distinctions

### Drum&BassArena Awards
Il a gagné tous les titres de Meilleur DJ depuis la création de la cérémonie en 2009 jusqu'en 2018. Il sera ensuite détrôné par A.M.C. l'année suivante.
- Meilleur DJ : 2009, 2010, 2011, 2012, 2013, 2014, 2015, 2016, 2017, 2018

### Bass Music Awards
Il a été élu ambassadeur de la bass music en 2013.

### Mixmag
En 2011, les lecteurs du magazine Mixmag l'on classé 6ème meilleur DJ de tous les temps.